# 山口県道355号奥万倉厚狭線
山口県道355号奥万倉厚狭線（やまぐちけんどう355ごう おくまぐらあさせん）は、山口県宇部市から山陽小野田市に至る一般県道である。

## 概要
宇部市大字西万倉から山陽小野田市大字厚狭に至る。

### 路線データ
- 起点：宇部市大字西万倉（山口県道37号宇部美祢線交点）
- 終点：山陽小野田市大字厚狭（国道316号交点）

## 歴史
- 1983年（昭和58年）3月18日 - 山口県告示第270号により認定される。

前身は山口県道225号奥万倉小野田線。同路線の一部が1982年（昭和57年）の主要地方道再編で山口県道71号小野田山陽線に移行したためそれに移行しなかった部分をもって本路線が成立した。
- 2004年（平成16年）11月1日 - 厚狭郡楠町が宇部市に編入されたことに伴い起点の地名表記が変更される（厚狭郡楠町西万倉→宇部市西万倉）。
- 2005年（平成17年）3月22日 - 小野田市と厚狭郡山陽町が対等合併して山陽小野田市が発足したことに伴い終点の地名表記が変更される（厚狭郡山陽町厚狭→山陽小野田市厚狭）。

## 路線状況

### 重複区間
- 山口県道224号西万倉山陽線（山陽小野田市大字厚狭）

## 地理

### 通過する自治体
- 山口県
  - 宇部市 - 山陽小野田市

### 交差する道路
| 交差する道路                           | 市町村名     | 交差する場所 | 交差する場所 |
| -------------------------------------- | ------------ | ------------ | ------------ |
| 山口県道37号宇部美祢線                 | 宇部市       | 大字西万倉   | 起点         |
| 宇部伊佐専用道路                       | 宇部市       | 大字西万倉   |              |
| 山口県道224号西万倉山陽線 重複区間起点 | 山陽小野田市 | 大字厚狭     |              |
| 山口県道224号西万倉山陽線 重複区間終点 | 山陽小野田市 | 大字厚狭     |              |
| 国道316号                              | 山陽小野田市 | 大字厚狭     | 終点         |

### 沿線
- 山口県立厚狭高等学校北校舎（普通科）